# 小泉耕二
小泉 耕二（こいずみ　こうじ 1973年5月24日-）は、ジャーナリスト、経営コンサルタント、『株式会社アールジーン』代表取締役、ウェブメディア『IoTNEWS』代表。

フジテレビのニュース番組『FNN Live News α』にコメンテーターとしてレギュラー出演中。J-WAVE『TOKYO MORNING RADIO』にけるニュース解説員。『Yahoo！ニュース』公式コメンテーター。

デジタルの未来を伝えるYouTubeチャネル『小泉耕二の未来大学』においてYouTuberも行う。

## 概要
現在、ジャーナリスト、DXコンサルタントとして活躍。
ビジネスへのデジタル活用を伝えるウェブメディア『IoTNEWS』に就任後、ニュース番組、ラジオ、雑誌、ウェブメディアなどで、デジタルトレンドに関するコメント、コンサルティング、公演などで活動。
2017年より『J-WAVE TOKYO MORNING RADIO』毎週木曜日にニュース解説を行なっている。
2018年『FNN プライムニュース α』にコメンテーターとして出演。2019年よりレギュラーコメンテーターとして出演。後継番組である『FNN Live News α』でもレギュラーコメンテーターとしても出演中。

## 経歴
京都府京都市生まれ。京都府出身。
大阪大学基礎工学部生物工学科卒業・ニューロコンピューティング研究会。
1996年第一勧業銀行（現みずほ銀行）入行。1998年アンダーセンコンサルティング（現アクセンチュア）入社。2001年キャップジェミニ・アーンストアンドヤング（現クニエ）入社。2005年に株式会社アールジーン創業。代表取締役に就任。
2015年ウェブメディアIoTNEWS創刊。代表に就任。

## 著書
・『2時間でわかる　図解IoTビジネス入門』（あさ出版、2016年）
・『IoTエンジニア養成読本　設計編』（技術評論社、2018年）
・『顧客ともっとつながる』（日経BPコンサルティング、2005年）

## 出演

### テレビ
・『FNN Live News α』（フジテレビ）
・『もしもの世界』（NHK）
・『NIKKEI NEWS 9』（BSテレ東）

### ラジオ
・『TOKYO MORNING RADIO』（J-WAVE）
・『DIGITAL VORN Future Pix』（Tokyo fm）
・『GReeeeN HIDEのミドリ2重スリット』（NHK）

### WEB
・『IoTNEWS』
・『Yahoo！ニュース』